# Potsdamer Sport-Union
Die Potsdamer Sport-Union ist ein deutscher Sportverein aus Potsdam. Heimstätte des Vereins ist die Sportanlage Templiner Straße.

## Geschichte
Union Potsdam wurde am 13. Februar 1904 unter der Bezeichnung Potsdamer FC Union als Fußballklub gegründet. Seine Spielstätte war in den Anfangsjahren der Kleine Exerzierplatz. 1910 erfolgte die Eintragung des Vereins in das Vereinsregister des Königlichen Amtsgerichtes zu Potsdam. 1912 entstand die heutige Heimstätte an der Templiner Straße. 1918 fusionierte der Verein mit dem Männer-Turn-Verein 1860 zum Potsdamer Turn- und Sport-Union 1860. Bereits am 10. April 1924 wurden die Turner ausgegliedert und der Verein nannte sich die Potsdamer Sport-Union 04.
1945 wurde der Club aufgelöst und als SG Potsdam-Süd neu gegründet. Mit dem Einstieg der Sportvereinigung Empor als Trägerbetrieb vollzog die lose Sportgruppe in der Folgezeit wieder Umbenennungen in BSG Konsum Potsdam (Mai 1949), welche am 8. August 1951 in BSG Empor Südwest Potsdam umbenannt wurde. 1955 fusionierte BSG Empor Südwest Potsdam mit der von der HO unterstützten BSG Empor Nordost Potsdam zur BSG Empor Potsdam. Die BSG Empor hatte nun mehr folgende Sektionen: Fußball, seit 1952 Hockey und Schach und seit der Fusion Tischtennis, Schwimmen, Turnen, Gymnastik, Federball, Wasserwandern, Handball und Volleyball.
Am 23. Juli 1990 wurde der Verein unter seinem historischen Namen Potsdamer Sport-Union 04 neu gegründet. 1992 löste sich die Sektion Schach vom Verein und gründete den Schach-Club Empor Potsdam 1952.

## Abteilung Fußball
Auf sportlicher Ebene agierte die Union bis 1932 innerhalb des Verbandes Berliner Ballspielvereine sowie des Verbandes Brandenburgischer Ballspielvereine in der Oberliga Berlin (VBB), welche durchweg mit gesicherten Mittelfeldplätzen gehalten wurde. Mit dem 1932 erfolgten Abstieg verpasste Union Potsdam die Qualifikation zur Gauliga Berlin-Brandenburg.
Empor Potsdam spielte mit kurzzeitigen Unterbrechungen bis 1967 in der dritt- bzw. viertklassigen Bezirksliga Potsdam. Im Anschluss versank die BSG in der Bedeutungslosigkeit des DDR-Fußballs. Der stets unterklassig spielende Verein musste sich bereits 1997 wegen Spielermangels für eine Saison aus dem Spielbetrieb zurückziehen. Für die Spielzeit 2009/10 hat sich Union Potsdam erneut aus der Kreisliga Havelland-Mitte abgemeldet.

### Statistik
- Teilnahme Oberliga Berlin (VBB): 1917/18, 1918/19, 1921/22 bis 1927/28, 1929/30 bis 1931/32
- Teilnahme FDGB-Pokal: 1949/50
- Teilnahme Bezirksliga Potsdam: 1955, 1956, 1960, 1961/62, 1966/67

## Abteilung Hockey
Die erste Hockeyabteilung wurde nach dem Ersten Weltkrieg gegründet, welche jedoch 1927 an den Potsdamer Luftschiffhafen zum „VfL Sportfreunde 04“ wechselte. 1952 kam es zur erneuten Bildung eine Sektion Hockey, welche bis 1989 in der Feldhockey-Oberliga der DDR spielte. Heute spielen die Herren in der 2. Verbandsliga Berlin und die Damenmannschaft in der Oberliga Berlin.

## Personen
- Der deutsche Fußballnationalspieler Carl Hartmann begann seine Laufbahn bei Union Potsdam.